# Фламинго
Флами́нго (лат. Phoenicopterus) — род птиц из семейства фламинговых отряда фламингообразных.

## Этимология
Фламинго (порт. flamingo от лат. flamma — букв. пламя)

## Внешность
К роду фламинго относятся самые крупные представители семейства — красный и розовый фламинго. Хотя Аллен полагал, что розовый фламинго является самым крупным, а красный лишь слегка уступает ему размерами, современные учёные считают крупнейшим именно карибский вид. Третий представитель — чилийский фламинго — уступает размерами андскому из рода короткоклювых фламинго, но крупнее, чем самые маленькие представители семейства — фламинго Джеймса и малый фламинго.
Аллен добавлял, что у красного фламинго самая длинная цевка. При этом клювы у птиц почти идентичных размеров.
Phoenicopterus — краснокрылые птицы, однако единственным действительно красным представителем является красный фламинго. Розовый фламинго — почти полностью белый, с розовыми кончиками перьев, а также розовыми кроющими перьями крыла и лопаточными перьями. У андского фламинго выделяются насыщенные карминовые прожилки в нижней части шеи, розовые пятна на груди, а также розово-красные кроющие перья крыла и третьестепенные кроющие перья. Вместе с тем все три представителя рода обладают схожей расцветкой перьев крыла, различаясь лишь интенсивностью цвета.
Все виды фламинго имеют разную цветовую комбинацию ног, клюва, радужки и кожи вокруг глаз.

## Распространение и места обитания
Фламинго распространены в Африке, на Кавказе (Азербайджан), Юго-Восточной и Центральной Азии, а также в Южной и Центральной Америке.
Колонии розового, или обыкновенного, фламинго также существуют на юге Испании, Франции и на Сардинии. Это самый крупный и распространённый вид семейства. Его рост достигает 130 см и он встречается на всех континентах Старого Света.
Фламинго живут в крупных колониях по берегам мелких водоёмов или лагун. Колонии фламинго нередко насчитывают сотни тысяч особей. Однако браконьерство и разорение гнёзд фламинго привели к всемирному сокращению их популяции. Фламинго ведут, в основном, оседлый образ жизни, лишь северные популяции розового фламинго перелётные. Во время миграции розовые фламинго могут достигать окружённое горами озеро Байкал на юге Сибири, поднимаются на озеро Elementeita на высоте 5825 футов в Рифтовой долине в Кении.
Фламинго могут справляться даже с крайними природными условиями, в которых выживают лишь немногие другие виды животных. Например, они встречаются у весьма солёных или щелочных озёр. Это обусловлено наличием в сильно солёных водоёмах большой популяции рачков (таких, как артемии), где из-за высокой солёности не живут рыбы. Рачки являются основной пищей фламинго. Фламинго могут встретиться и на высокогорных озёрах. Кроме того, они умеют переносить очень большие перепады температуры.
Находиться в условиях агрессивной среды им позволяет плотная кожа на ногах. В окружающей воде из-за птичьего помёта развиваются патогенные микроорганизмы, и даже незначительная царапина на коже может привести к воспалению. Периодически птицы посещают пресные источники поблизости от места питания, чтобы утолить жажду и смыть соль.

## Питание

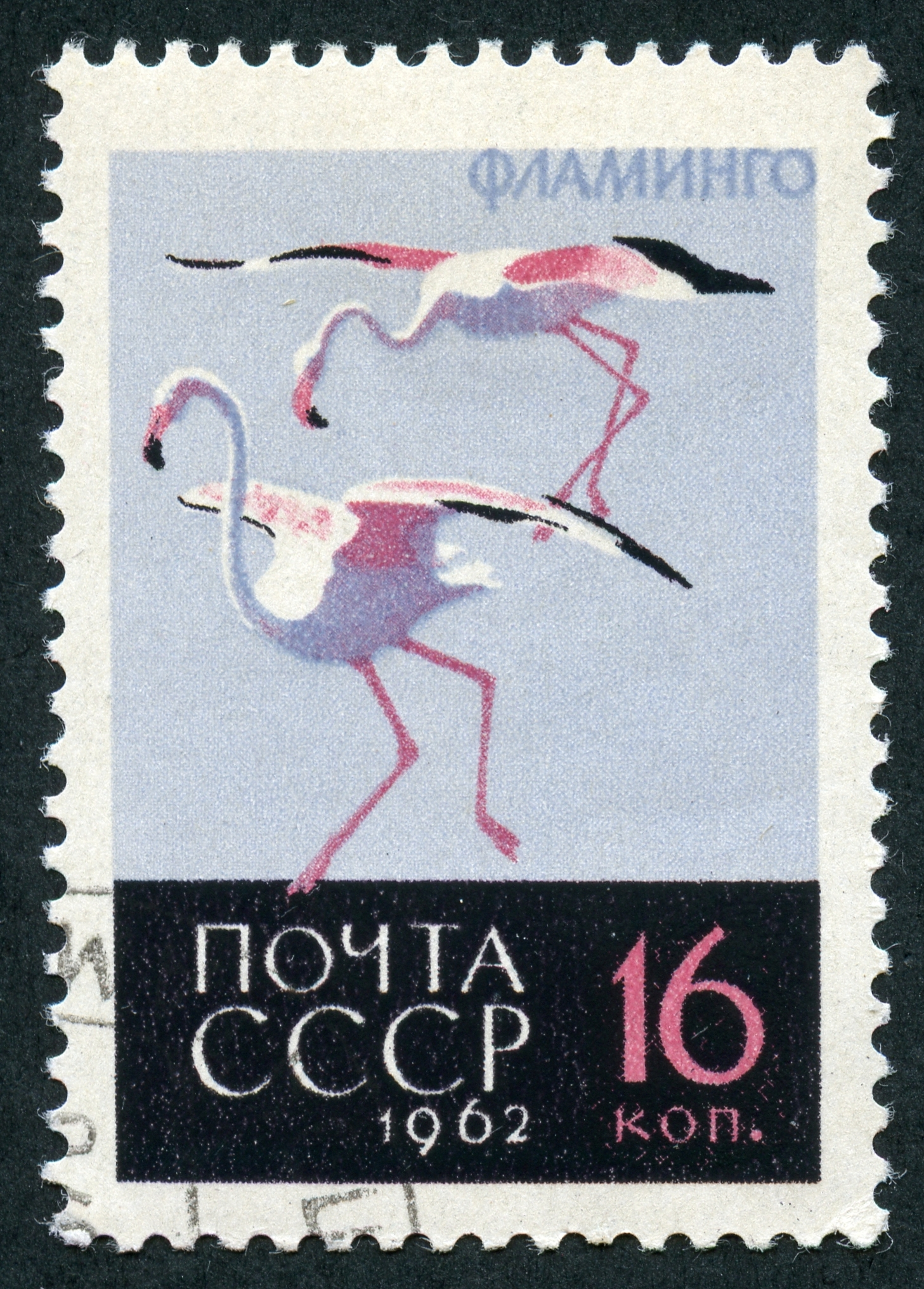
Почтовая марка СССР

Пища фламинго состоит из небольших ракообразных, личинок насекомых, червей, моллюсков и водорослей, которых они находят на мелководье. Их розовая окраска происходит от маленьких красных рачков, в которых содержится каротиноид. Они специализированы всего лишь на нескольких видах добычи, и это отражается в форме их клюва, который им в этом помогает. Разыскивая корм, фламинго выворачивают голову так, что верхнее надклювье находится внизу. Надклювье имеет поплавок, поддерживающий голову в верхних слоях воды, особенно богатых планктоном. Вбирая в рот воду и закрывая клюв, птица проталкивает воду через цедилку, расположенную на надклювье, а пищу заглатывает. Все этапы питания чередуются очень быстро.
Естественными врагами фламинго являются лисы, волки, шакалы и крупные пернатые хищники — орланы и соколы, нередко поселяющиеся рядом с колониями, а также марабу, охотящийся на птенцов фламинго. Иногда на них нападают и другие животные, например, павианы и бабуины.

## Размножение
В уплотнении из ила насиживается от одного до трёх (обычно одно) крупных белых яиц. Фламинго устраивают высокие (до 60 см) конусовидные гнёзда из ила, грязи и ракушечника на мелководье. Птенцы появляются на свет хорошо развитыми, активными и уже через несколько дней покидают гнездо. Оба родителя вскармливают молодых фламинго птичьим молоком, которое окрашено в красный или розовый цвет по той же причине, почему такую окраску имеют их перья. В частности, в молоке присутствуют пигменты из группы каротиноидов, получаемые из ракообразных и водорослей, бета-каротин и кантаксантин. В период кормления перья фламинго светлеют. Эта пища выделяется специальными железами в пищеводе взрослых птиц и по питательности сравнима с молоком млекопитающих. Ею птенцы питаются на протяжении двух месяцев, пока клюв птенцов не вырастает настолько, что они становятся в состоянии самостоятельно фильтровать пищу из воды. В возрасте двух с половиной месяцев молодые фламинго достигают размеров взрослых птиц и становятся на крыло.

## Классификация
По словам Джеймса Дугласа в 1716 году, Аристофан в поэме «Птицы» в 414 году до нашей эры первым назвал фламинго Phoinikopteros.
Аллен в 1956 году предполагал, что центром возникновения фламинго был Старый Свет, с которого розовый фламинго распространился в Америку и затем либо эволюционировал параллельно в красного и чилийского в зависимости от региона, либо чилийский произошёл от красного.
Современные виды семейства фламинго можно разделить на две группы на основе строения клюва. У птиц рода фламинго (Phoenicopterus) наблюдается примитивное строение. Надклювье у этих птиц имеет одинаковую ширину с нижней челюстью или немного шире, оставляя небольшое пространство в закрытом состоянии, которое позволяет фильтровать крупные частицы, в частности, моллюсков и ракообразных. Представители родов малые фламинго (Phoeniconaias) и короткоклювые фламинго (Phoenicoparrus) имеют более специализированный кормовой аппарат. У них надклювье заметно у́же подклювья и плотно прилегает к нему, что позволяет фильтровать только более мелкие частицы, в основном синезелёные и диатомовые водоросли. Фламинго рода Phoenicopterus в разное время учёные делили на три расы в составе одного вида, два вида, один из которых включает два подвида, или три вида. Изолированную популяцию красного фламинго, обитающую на Галапагосских островах, некоторые учёные выделяют в подвид Phoenicopterus ruber glyphorhynchus.
Международный союз орнитологов относит к роду фламинго три современных вида:
| Современные виды                      | Современные виды   | Современные виды | Современные виды | Современные виды                                                            | Современные виды                                                                             |
| Научное название                      | Русское название   | Изображение      | Изображение      | Описание                                                                    | Распространение                                                                              |
| ------------------------------------- | ------------------ | ---------------- | ---------------- | --------------------------------------------------------------------------- | -------------------------------------------------------------------------------------------- |
| Phoenicopterus roseus Pallas, 1811    | Розовый фламинго   |                  |                  | Общая длина — 120—145 см, масса — 2100—4100 г, размах крыльев — 140—165 см. | Обитает в Африке, на юго-западе и на юге Евразии.                                            |
| Phoenicopterus ruber Linnaeus, 1758   | Красный фламинго   |                  |                  | Общая длина — 120—145 см, масса — 2100—4100 г, размах крыльев — 140—165 см. | Обитает в Центральной и Южной Америке, на Галапагосских островах и островах Карибского моря. |
| Phoenicopterus chilensis Molina, 1782 | Чилийский фламинго |                  |                  | Общая длина — 105 см, масса — 1720—2500 г                                   | Обитает в Южной Америке от Перу до Огненной Земли, в Бразилии, Уругвае и Аргентине           |

Вымершие виды фламинго включают:
- Phoenicopterus aethiopicus
- Phoenicopterus copei (поздний плейстоцен востока Северной Америки и центра Мексики)
- Phoenicopterus croizeti (средний олигоцен — средний миоцен Центральной Европы)
- Phoenicopterus eyrensis (поздний олигоцен юга Австралии)
- Phoenicopterus gracilis Miller 1963 (ранний плейстоцен оз. Канунка, Австралия)
- Phoenicopterus floridanus Brodkorb 1953 (ранний плиоцен Флориды)
- Phoenicopterus minutus (поздний плейстоцен Калифорнии, США)
- Phoenicopterus novaehollandiae (поздний олигоцен юга Австралии)
- Phoenicopterus siamensis Cheneval et al. 1991
- Phoenicopterus stocki Miller 1944 (средний плиоцен Ринкон-де-Ромос, Мексика)